# Syncope (stijlfiguur)
Met syncope als stijlfiguur wordt een met name in de poëzie veelvoorkomend verschijnsel aangeduid, waarbij een (vrijwel altijd onbeklemtoonde) klank - veelal een schwa - geheel wordt weggelaten aan het begin of in het midden van een woord. 
Wanneer iets dergelijks aan het eind van een woord gebeurt spreekt men niet van syncope maar van apocope en/ of elisie. Deze stijlfiguren doen vaak nog wat gekunstelder aan dan syncope.

## Circumflex
Om te laten zien dat er een letter (met name een klinker) was weggelaten, werd er in het verleden wel een circumflex (^) op de tweede klinker geplaatst.
- Wien Neêrlands bloed in de ad'ren vloeit (= Van wie Nederlands bloed in de aderen stroomt)
- Van alle hupze liên bemind (= Door alle mooie lieden bemind, Betje Wolff)

In het Frans zien we dat als er een s is weggevallen: maître, château, tête (van meester, kasteel, testa (Lat.: hoofd)).

## Verwante begrippen
De syncope als stijlfiguur wordt onderscheiden van de puur fonologische verschijnselen deletie en syncope.